# Biżuteria patriotyczna
Biżuteria patriotyczna (biżuteria emblematyczna, biżuteria żałobna) – biżuteria noszona w celu wyrażenia postawy obywatelskiej i uczuć narodowych m.in. wobec sytuacji zagrożenia ojczyzny (np. zabory) lub żałoby narodowej (np. upadek powstania styczniowego - patrz czarna biżuteria).